# Terry (hond)
Terry (Chicago, 7 november 1933 – Hollywood,  september 1945) was een vrouwelijke cairnterriër die in tal van films acteerde. De hond werd opgeleid door Carl Spitz.